# 솔저 오브 포춘 온라인
솔저 오브 포춘 온라인은 대한민국의 드래곤플라이가 제작한 FPS 온라인 게임이다. 2012년 12월 7일에 서비스 종료를 하였다.

## 개요
솔저 오브 포춘 온라인은 원래 액티비전이 개발, 드래곤플라이가 라이선스를 획득하여 온라인으로 제작한 온라인 FPS 게임이다.
솔저 오브 포춘은 인간의 신체가 절단되고, 훼손되는 것으로 유명한 FPS게임으로 잔혹한 표현이 특징이다. 잔혹함으로 인지를 얻은 솔저 오브 포춘 3번째 작품까지 나오게 되었는데, 마지막 작품인 솔저 오브 포춘:페이백은 흥행에 실패하였다.
드래곤플라이가 솔저 오브 포춘의 라이선스를 획득하고, 게임을 개량하여, 온라인화하였다. 넷마블과 서비스 계약을 체결하여, 넷마블과 FPSCAMP 동시 서비스하였지만, 결국 2012년 12월 7일 서비스를 종료했다.
2011년 4월 7일 넷마블에서 온라인 쇼케이스 테스트로 4차 테스트를 진행.
2011년 4월 30일 정식 오픈베타. 게임 순위 첫진입에 26위.
2011년 5월 6일 솔저오브포춘, 공개서비스 사흘만에 FPS 탑3 기록.

## 전작과 비교 바뀐 부분
온라인화 되면서 기존의 콘솔 게임의 대부분을 고치고 변경하였다.
잔혹한 신체 절단이외에는 전작과 크게 연결 고리가 없는 것이 특징이며, 그래픽적인 부분은 원작보다 화사하게 변하였다.
또한 근접 전투가 강화되었다. 일반적인 FPS 게임이 칼로 배기, 개머리판 치기가 있는데, 솔저 오브 포춘 온라인은 칼던지기, 주먹치기,  이단옆차기가 추가되어 있다.

## 캐릭터
- 용병 진영
  - 콜린 멕레이
  - 국적 - 미국
  - 성향 - 돈 / 패션 / 자유
  - 배경 - 호탕한 성격이며, 과거 스크린 경력도 있는 유명 대역 배우 출신. 돈을 버는 것을 목적으로 싸우며, 어설픈 정의보다 현실을 직시하는 스타일.

- 게릴라 진영
  - 하이잭 (하이잭이란 이름은 통상적으로 불리는 이름이며, 개인정보가 베일에 가려져있음.
  - 국적 - 소말리아
  - 성향 - 정의 / 이상 / 전쟁
  - 배경 - 유래 및 기타 개인정보가 베일에 가려져 있는 반군 단체의 인물. 자신의 세계관을 지키기 위해 싸우는 집단이지만, 다양한 가치관을 가진 자도 존재.

## 참조
1. ↑  “명품 FPS '솔저오브포춘 온라인' 쇼케이스로 미리 만난다”. 2011년 4월 7일. 2011년 4월 7일에 확인함.
2. ↑  “솔저오브포춘 온라인, '첫 진입에 26위!' FPS 판도 바꾼다!”. 2011년 5월 2일. 2011년 5월 2일에 확인함.
3. ↑  “솔저오브포춘, 공개서비스 사흘만에 FPS 탑3 기록”.[깨진 링크(과거 내용 찾기)]